# Benson (Arizona)
Benson – miasto w Stanach Zjednoczonych, w stanie Arizona, w hrabstwie Cochise.